# Dengie
Dengie är en by och en civil parish i Maldon i Essex i England. Orten har 135 invånare (2001). Byn nämndes i Domedagsboken (Domesday Book) år 1086, och kallades då Daneseia.